# Wilhelm Hoerschelmann

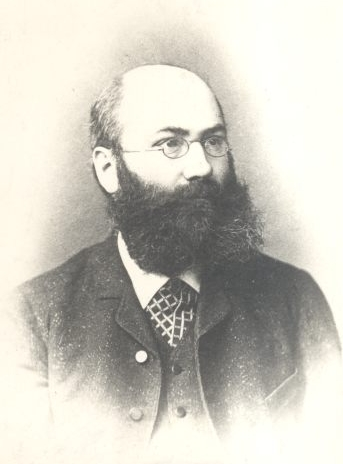
Wilhelm Hoerschelmann

Wilhelm Hoerschelmann (* 25. März 1849 in Oberpahlen; † 17. November 1895 in Dorpat) war ein deutschbaltischer Klassischer Philologe und Theologe, der seit 1875 als Professor an der Universität Dorpat wirkte.

## Leben

### Herkunft und Familie
Wilhelm Hoerschelmann stammte aus einer alten Pastoren- und Gelehrtenfamilie Livlands. Sein Vater Emil Hoerschelmann (1810–1854), ein Pfarrer in Oberpahlen, starb schon früh, so dass Hoerschelmann bei seinem Onkel in Werro in Estland aufwuchs. 
Hoerschelmanns Familie zog nach seinem Tod nach München. Zu seinen Kindern zählen der Physiker und Übersetzer Harald von Hoerschelmann (1878–1941) und der Maler Rolf von Hoerschelmann (1885–1947).

### Werdegang
In Werro und in Reval besuchte Hoerschelmann die höhere Schule. Nach der Reifeprüfung (1867) studierte Hoerschelmann Philologie und Theologie an der Kaiserlichen Universität Dorpat. Bereits im vierten Semester gewann er die Preisaufgabe der Universität. Er setzte sein Studium in Tübingen und Göttingen fort. Hier beeinflussten ihn besonders der Orientalist Theodor Benfey, der Archäologe Curt Wachsmuth und der Philologe Hermann Sauppe. 1873 kehrte Hoerschelmann für kurze Zeit nach Dorpat zurück, um dort sein Examen abzulegen.
Danach vertiefte er seine Studien an der Universität Leipzig bei Friedrich Ritschl, der Hoerschelmanns wissenschaftliche Laufbahn entscheidend prägte und förderte. Mit der Preisschrift, die er schon im Vorjahr bei der Akademie der Wissenschaften zu Göttingen eingereicht hatte, wurde er 1874 promoviert und kurz darauf habilitiert. Hoerschelmanns Forschungsschwerpunkt wurden (durch Ritschl Einfluss) die griechischen Metriker und Grammatiker sowie die römischen Dichter. Neben seiner Tätigkeit als Privatdozent an der Universität Leipzig lehrte er auch am russischen philologischen Seminar, das Ritschl leitete.
Bereits 1875, im Alter von 26 Jahren, wurde Hoerschelmann auf Ritschls Empfehlung an die Universität Dorpat berufen, wo er als außerordentlicher Professor für altklassische Philologie und Leiter des philologischen Seminars wirkte. Nachdem er in Dorpat das Magisterexamen bestanden hatte (1876) und erneut promoviert worden war (1877), wurde er zum ordentlichen Professor ernannt. Von 1884 bis 1886 war er Dekan der Philologischen Fakultät. 1888 wurde er zum Wirklichen Staatsrat ernannt.
In den zwanzig Jahren seiner Wirkungszeit in Dorpat brachte Hoerschelmann dem Philologiestudium an der Universität neuen Auftrieb: Er reformierte das Seminar und führte eine zeitgemäße, methodisch orientierte Schulung für die Studenten ein. Sein jüngerer Kollege Ludwig Mendelssohn, der bereits mit ihm zusammen studiert hatte und 1876 nach Dorpat berufen wurde, unterstützte ihn hierin.
Seine eigene wissenschaftliche Produktion stellte Hoerschelmann in Dorpat sehr zurück. Nicht nur war er durch seine Aufgaben in Lehre und Verwaltung ausgelastet, er litt auch an einer Seh- und Herzschwäche. Durch die Bestrebungen des Kurators Michail Nikolajewitsch Kapustin, die Universität Dorpat vollständig zu russifizieren, wurde Hoerschelmann wie seine übrigen deutschen Kollegen immer weiter zurückgedrängt. Dennoch bemühte er sich nicht um Versetzung an eine andere Universität. Er starb 1895 im Alter von 46 Jahren an einem Herzschlag.
Wilhelm Hoerschelmanns Nachlass befindet sich in der Bayerischen Staatsbibliothek München.